# ヨウ化マンガン(II)
ヨウ化マンガン(II)（ヨウかマンガン、英 manganese(II) iodide）は、2価のマンガンのヨウ化物で、化学式MnI2で表される無機化合物。3価以上のヨウ化マンガンは安定には存在しない。

## 製法
無水物はヨウ化マンガン(II)水和物を真空中で脱水するか、粉末のマンガンをエーテルで覆い、ヨウ素を作用させて得る。水和物は、炭酸マンガン(II)をヨウ化水素酸に溶かす。条件により一、二、四、六、九水和物が得られる。

## 性質
潮解性があり、水溶液は無色透明。無水物は空気中で褐色になる。真空中で加熱すると分解せず融解し、空気中で加熱するとヨウ素と酸化マンガン(II)を生じる。アンモニアを吸収し、ヨウ化ヘキサアンミンマンガン（〔Mn(NH3)6〕I2）を生じる。
無水物結晶は六方晶系に属し、ヨウ化カドミウム型構造をとり、その格子定数はa = 4.16Å、c = 6.82Åである。